# Seo Eun-su
Seo Eun-su (wirklicher Name: Lee Jeong-min; * 2. März 1994 in Busan, Südkorea) ist eine südkoreanische Schauspielerin.

## Leben
Ihren Durchbruch hatte sie mit der Serie My Golden Life, für die sie mit dem Korean Drama Award als beste neue Schauspielerin ausgezeichnet wurde. 2018 spielte sie die Hauptrolle in dem YouTube-Original Top Management.

## Filmografie

### Filme
- 2016: Hongeo: Fermented Skate Fish (홍어)
- 2018: On Your Wedding Day (너의 결혼식 Neo-ui Gyeolhonsik)
- 2020: King Maker (킹메이커: 선거판의 여우 King Maker: Seongeopan-ui Yeou)

### Fernsehserien
- 2016: Don’t Dare to Dream
- 2016: Dr. Romantic
- 2017: Duel
- 2017: My Golden Life
- 2018: The Smile Has Left Your Eyes
- 2018: Top Management
- 2019: Legal High
- 2019: Hotel del Luna (Cameo)
- 2020: Itaewon Class (Cameo)